# Gaspare Bigi
Gaspare Bigi (XV secolo – XVI secolo) è stato uno scultore italiano.

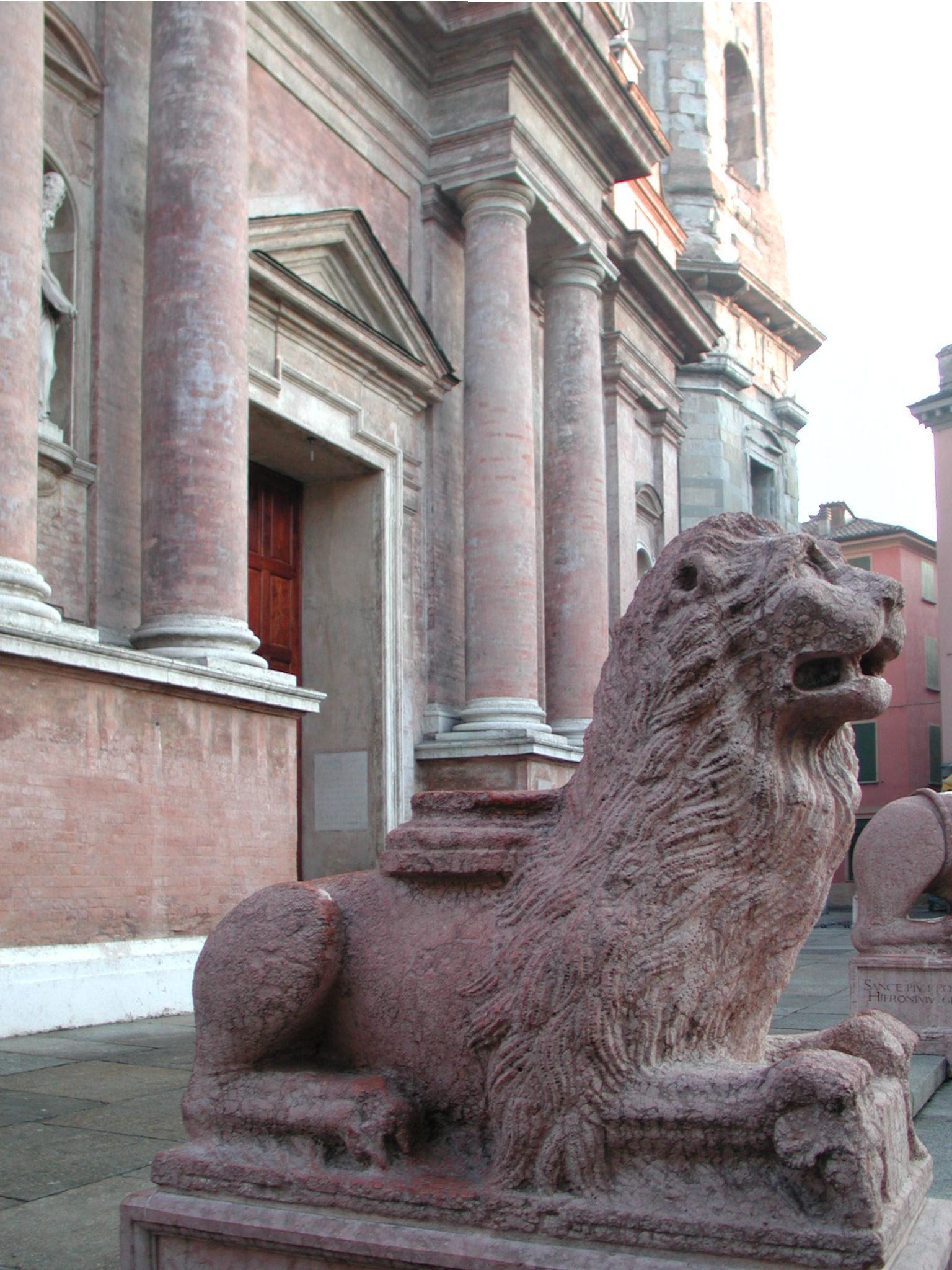
Uno dei leoni attribuiti a Gaspera Bigi sulla piazza di San Prospero a Reggio Emilia

Reggiano del quindicesimo e del sedicesimo secolo, conosciuto soprattutto per aver ideato le sculture in Piazza San Prospero a Reggio Emilia. Suoi sono i sei leoni in marmo rosso di Verona che limitano il sagrato. La loro destinazione originale sarebbe stata quella di sostenere sei colonne per costruire tre pronai davanti alle tre porte della Basilica. Però i lavori iniziati nel 1503 non furono mai terminati, cosicché i leoni furono sistemati nell'attuale posizione nel 1748.